# Largo do Machado
Largo do Machado – stacja metra w Rio de Janeiro, w dzielnicy Catete, na linii 1 i 2. Zlokalizowana jest pomiędzy stacjami Flamengo i Catete. Została otwarta 17 września 1981.